# Ershausen

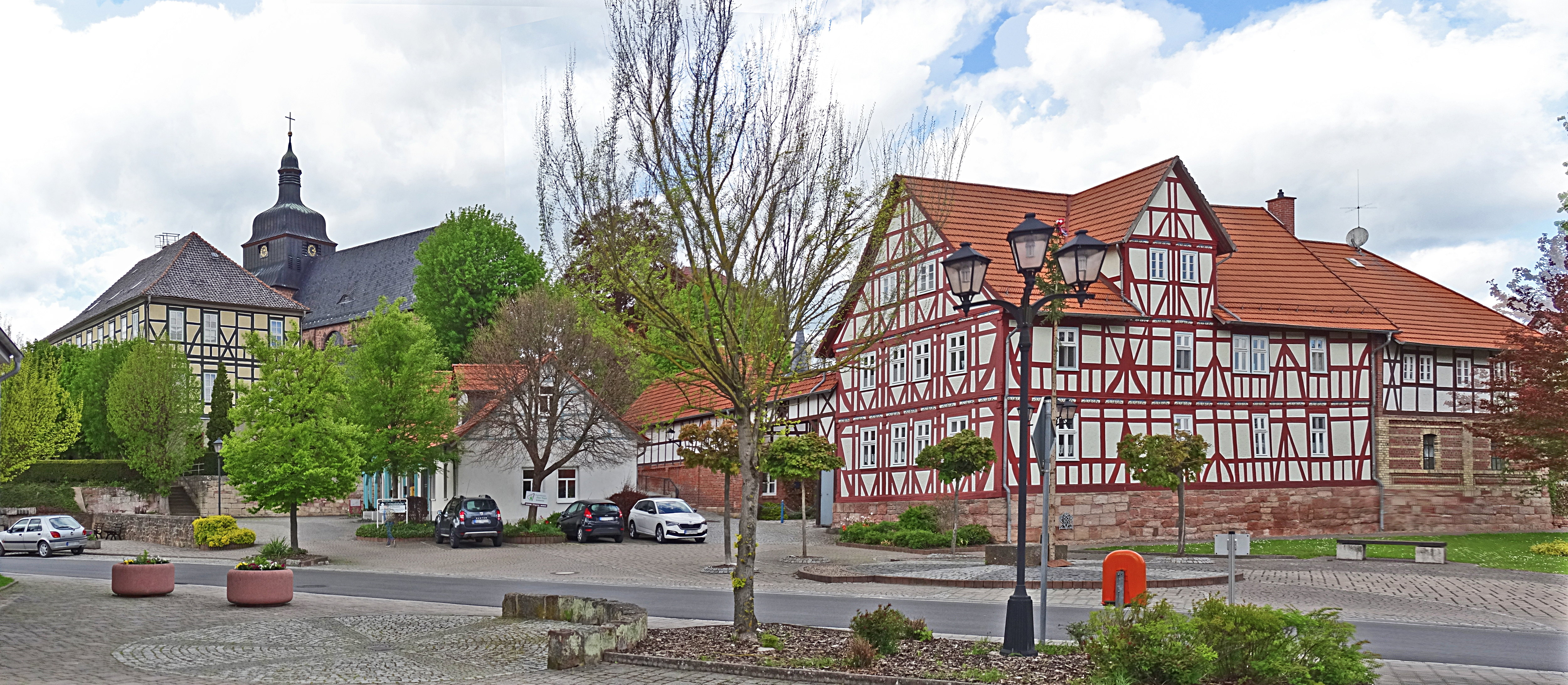
Blick zur Kirche und den Oberhof

Ershausen ist der Kern-Ortsteil von Schimberg im Landkreis Eichsfeld in Thüringen.

## Lage
Ershausen liegt im Tal der Rosoppe am Fuße des Westerwaldes im Südeichsfeld ungefähr 13 Kilometer südlich von Heilbad Heiligenstadt. Die Landschaft wird durch die umliegenden Berge geprägt, darunter dem Schimberg (457 m) im Nordosten, dem Heuberg (430 m) im Osten, dem Winterberg (368 m) im Südwesten und dem Tierberg (363 m) im Westen.

## Geschichte
Ershausen wurde bereits am 22. Juni 1272 erstmals urkundlich erwähnt. Über die weitere Entwicklung gibt die Webseite der Gemeinde Auskunft. Die Herren von Hanstein hatten hier auch Besitzungen. Ab dem 16. Jahrhundert gaben sie die Burg Hanstein auf und kamen auch nach Ershausen.
Die erste Kirche in Ershausen war der Hl. Walpurgis geweiht und bestand vermutlich bis ca. 1688, denn aus diesem Jahr ist ein Vertrag zum Neubau einer Kirche belegt. Um 1905 entstanden erste Pläne, die alte Kirche durch einen Neubau zu ersetzen. Grund dafür war der schlechte bauliche Zustand des Kirchengebäudes, der 1907 zu dessen Abriss führte. Nach langer Planungszeit wurde zwischen 1908 und 1911 die heutige Kirche St. Philippus und Jakobus gebaut und mit neuem Mobiliar ausgestattet.
Das St. Johannesstift in Ershausen wurde 1884 als Stiftung gegründet. In der Zeit des Nationalsozialismus wurden 93 Kinder und Jugendliche, die zu den 200 im St.-Johannes-Stift Ershausen untergebrachten geistig behinderten Menschen gehörten, im Jahre 1939 im Rahmen des „Euthanasie“-Mordprogramms deportiert.
Von 1914 bis 1947 war Ershausen an die Bahnstrecke Heiligenstadt–Schwebda mit einem eigenen Bahnhof angeschlossen. Die Einstellung des Bahnbetriebes und Demontage der Gleisanlagen erfolgte im Jahr 1947 auf Anordnung der Sowjetischen Militäradministration. Ab Mitte des 20. Jahrhunderts wurde der Charakter Ershausens als ländliches Versorgungszentrum gestärkt. Der Ort erhielt 191 ein Freibad, 1977 die damalige POS, heute Staatliche Regelschule und den Sitz der Verwaltungsgemeinschaft. Mit den Filialen der Kreissparkassen und Raiffeisenkasse, Gaststätten und medizinischen Versorgungseinrichtungen stellt der Ort mittlerweile ein wichtiges Zentrum im Südeichsfeld dar.

### Ritter von Ershausen
Vom 13. bis 15. Jahrhundert wurden mehrfach Adlige oder Ritter von Ershausen in Urkunden erwähnt, ob sie hier einen befestigten Herrensitz (Kemenate) besaßen, ist nicht sicher belegt. Mitte des 14. Jahrhunderts waren mehrere Herren von Ershausen Teilpfandinhaber von Amt und Vogtei der Burg Bischoffstein, bis diese schließlich das erbliche Burgmannslehen erhielten. Letztmals wurde 1476 ein Hildebrand von Ershausen genannt. Lehensnachfolger war Hans von Hanstein, die Herren von hanstein waren ab dem 16. Jahrhundert mit zwei Linien in Ershausen (Unter- und Oberhof) ansässig. Vertreter der Familie waren:
- Otto von Ershausen (1293)[10]
- Apel von Ershausen (1336 bis 1344) mehrfach in Urkunden genannt, (1337) Amtmann zu Treffurt[11]
- Hermann von Ershausen (Ritter 1362) und seine Brüder Otto und Hans (Edelknechte) waren Pfandnehmer über 12 Hufen Land[12]
- Brüder Otto und Johann von Ershausen (1367)
- (derselbe) Hermann (1400) Burgherr auf Burg Greifenstein[13]
- Brüder Apel und Hildebrand von Ershausen (vor 1436), besaßen Lehensgüter in Lengenfeld unterm Stein, die von den Herren von Hanstein übernommen wurden[14]
- Hildebrand von Ershausen (1476) lebte vermutlich als letzter noch 1476

## Sehenswertes

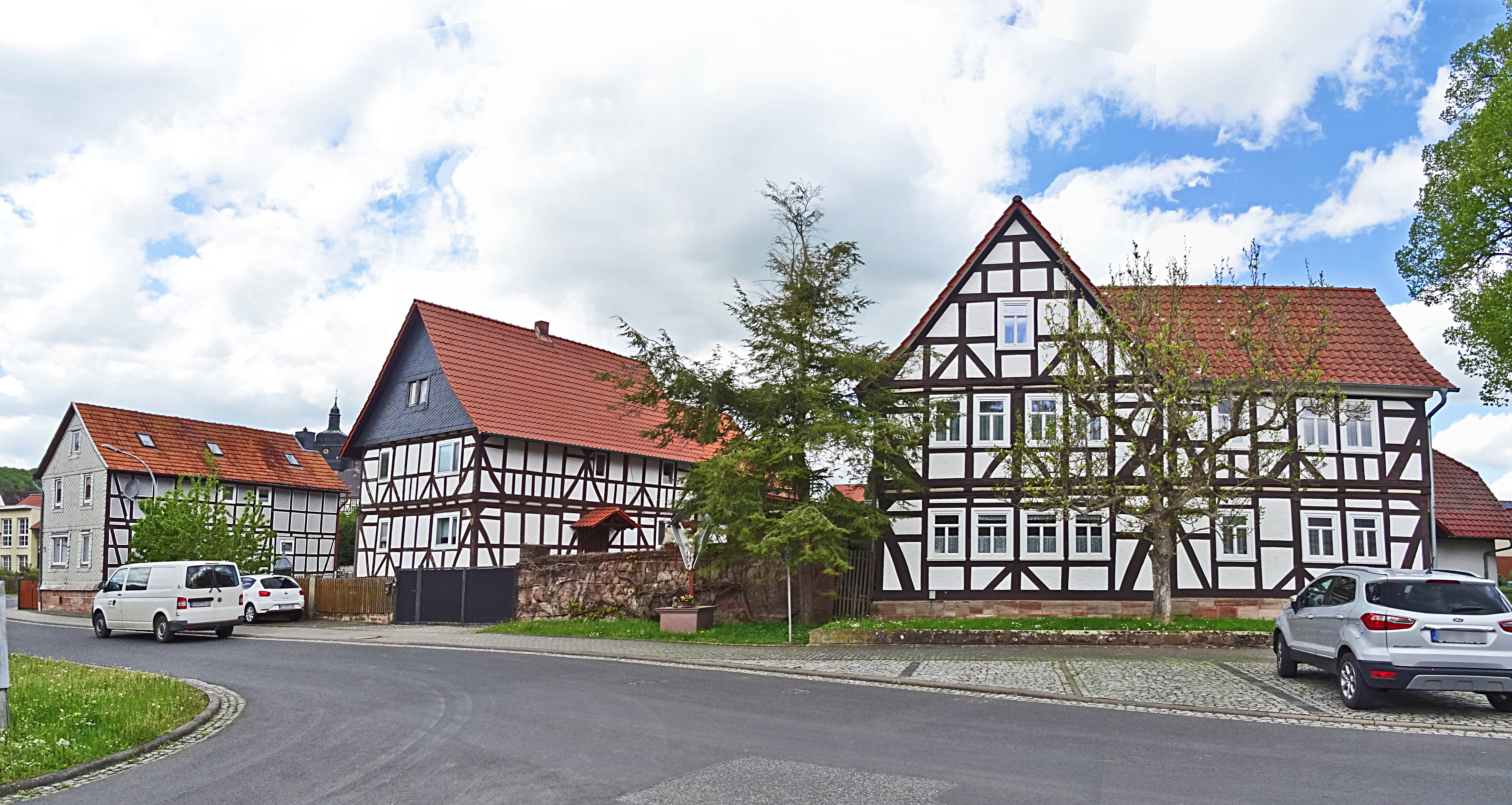
Fachwerkhäuser im Dorf

- römisch-katholische Kirche St. Philippus und Jakobus von 1911[15]
- Fachwerkhäuser im Dorf und am Anger
- Schullandheim (der ehemalige Hansteinsche Oberhof)
- St. Johannisstift, eine Einrichtung für Menschen mit Behinderung
- Freibad
- Guteborn- Kapelle und -Quelle
- Rastplatz auf dem Heuberg

## Verkehr
- Straßen: Landesstraße 1007, Kreisstraße 127
- Bus-Linien: 08, 09
- Rad- und Wanderwege: Südeichsfeld-Radweg, Naturparkweg Leine-Werra

### Bahnhof Ershausen

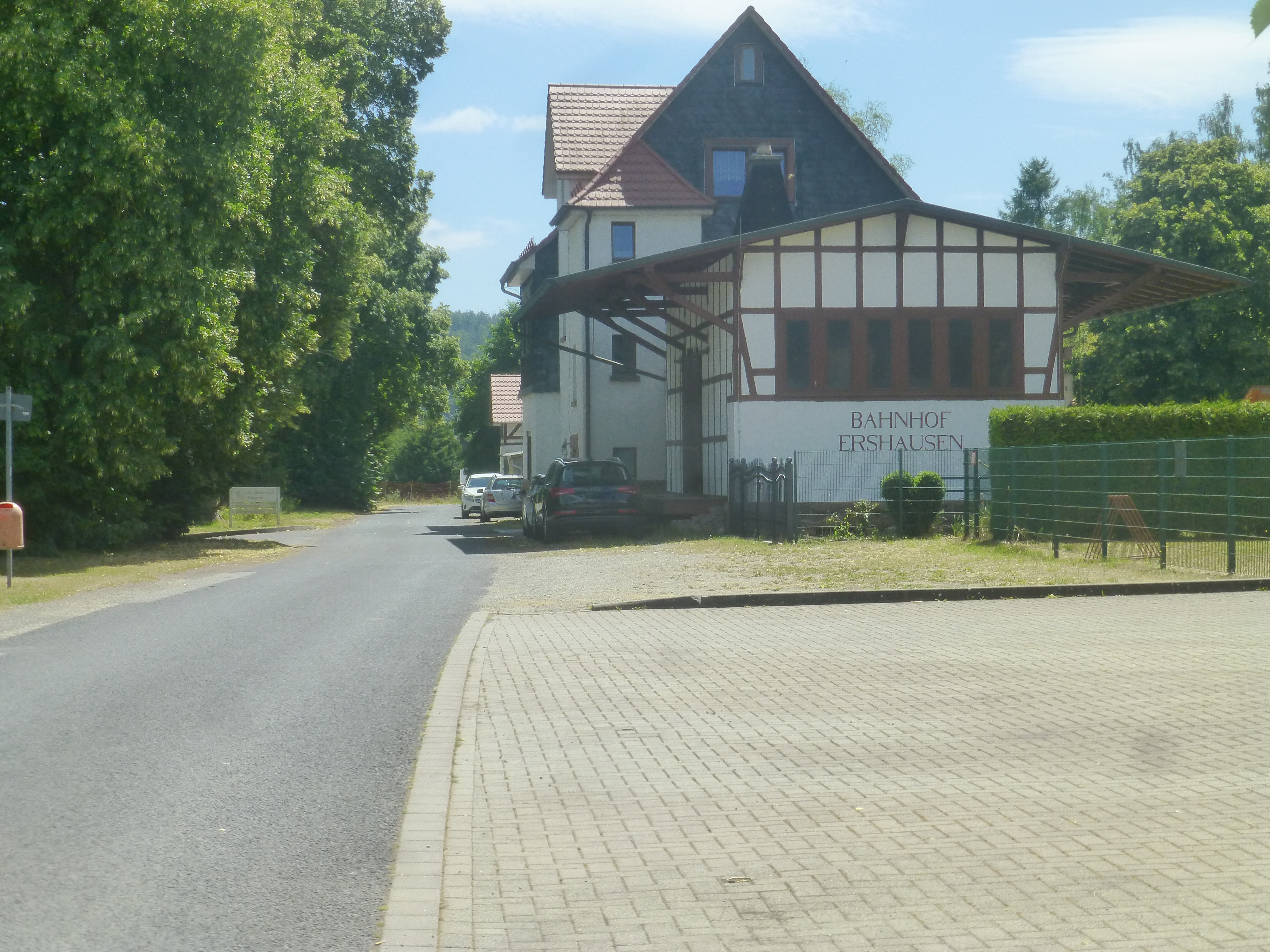
Ehemaliger Bahnhof Ershausen

1914 wurde der Bahnhof Ershausen zusammen mit der Bahnstrecke von Heiligenstadt nach Schwebda/Eschwege bei Streckenkilometer 23,76 eröffnet. Der Bahnhof unterhalb des Sonnenberges auf einer Höhe von 238,0 Meter war einer der größeren entlang der Bahnstrecke. Der Gebäudebestand umfasste das Empfangsgebäude mit Güterschuppen, einen Lagerraum, Nebengebäude und ein Abort, sowie ein Beamtenwohnhaus. Es gab vier Gleise: ein Durchgangsgleis und ein Umsetzgleis mit je einem Bahnsteig, ein Ladegleis bis zur Rampe und ein Gleis zum Güterschuppen. Ein bei der Planung vorgesehenes Überholungsgleis kam vermutlich nicht mehr zur Ausführung. Zur Wasserbefüllung der Dampflokomotiven gab es einen Hochbehälter und zwei Wasserkräne. Ein Stellwerk war nicht vorhanden, die bis zu sechs Weichen mussten im Handbetrieb gestellt werden.
Der Güterbahnhof verfügte neben der Rampe über eine Ladestraße, ein Lademaß und eine Gleiswaage für Güterwagen. Der Bahnhof war Sitz der Bahnmeisterei mit einer Gleisbaurotte im eigenen Gebäude etwas unterhalb des Bahnhofs Richtung Großtöpfer. Der Bahnmeistereibereich des Betriebsamtes Eschwege reichte von Dieterode bis etwa zum Abzweig Frieda. Neben den drei durchgehenden Zugpaaren fuhr ab 1928 zwischen Eschwege und Ershausen auch ein Triebwagen VT 756 als Pendelzug einmal pro Tag. Ershausen war auch Sitz eines Fahrdienstleiters für den Abschnitt Ershausen-Schwebda. Im Jahr 1947 wurde der Bahnhof geschlossen und wird für Wohnzwecke genutzt. Heute führt der Südeichsfeld-Radweg am Bahnhof vorbei.

## Söhne und Töchter von Ershausen
- Melchior Weißenhagen (1849–1905), katholischer Geistlicher und Mitglied des Deutschen Reichstags
- Josef Rodenstock (1846–1932), Industrieller und Begründer des Unternehmens Rodenstock
- Christian Rittelmeyer (* 1940), deutscher Psychologe und Pädagoge, Professor an der Universität Göttingen
- Michael Franke (* 1946), Bildhauer